# Штайнбах (Хунсрюк)
Штайнбах (нем. Steinbach) — община в Германии, в земле Рейнланд-Пфальц.
Входит в состав района Рейн-Хунсрюк. Подчиняется управлению Райнбёллен. Население составляет 125 человек (на 31 декабря 2010 года). Занимает площадь 2,60 км².